# Ayos
Pour les articles homonymes, voir Ayos (homonymie).
Ayos est une commune et un arrondissement du Cameroun, dans la région du Centre et le département du Nyong-et-Mfoumou. La vocation médicale de la localité est marquée par l'installation dès les années 1920 du centre médical dirigé par le médecin français Eugène Jamot, historiquement consacré comme vainqueur de la Maladie du sommeil, il constitue un lieu de mémoire de la médecine tropicale.

## Géographie
La ville est située à proximité de la rive droite du fleuve Nyong, au confluent du Nyong et du Long-Mafog. Elle est traversée par la route nationale N10 à 139 km à l'est de la capitale Yaoundé, et à 42 km au nord-est de la préfecture Akonolinga.

## Histoire
Dès le début du XXe siècle, les rives du Haut-Nyong sont signalées comme un foyer de grande intensité de la maladie du sommeil,. En janvier 1913, le médecin allemand Philalethes Kuhn, établit une première installation médicale à Ayos. Les années 1920 voient de nouvelles installations sanitaires constituer la base logistique et scientifique du programme de lutte contre la maladie du sommeil conduit par le médecin militaire français Eugène Jamot, installé à Ayos en 1922, il succède au Dr Jojot. Le 8 avril 1926, la mission permanente de la Prophylaxie de la Maladie du Sommeil est instituée par décret ministériel, Jamot en est le directeur, ainsi fin 1926, le Centre d’Instruction d'Ayos est établi sous la direction du Docteur de Marqueissac. De 1926 à 1931, en cinq ans de travail acharné, le fléau de la Maladie du Sommeil est vaincu au Cameroun. Cependant, il est alors préconisé de poursuivre l'effort par des moyens financiers, du personnel en suffisance et l'autonomie administrative.
Administrativement, la localité est siège de District en février 1924, érigé en Arrondissement en juin 1964.

### Jean-Joseph David au Haut-Nyong (1939-1943)
Le médecin colonial Jean-Joseph David (1900c-1969) est en poste au Haut-Nyong de 1939 à 1943, à la direction de la "région médicale" du Haut-Nyong, avec les pleins pouvoirs, avec comme centre Ayos.
Secondé par cinq médecins, il y mène un gouvernement par la médecine, contre la maladie du sommeil (en résurgence malgré le travail d'Eugène Jamot dans cette même région), et pour l'exploitation du latex et du rutile. 
Il y reconduit son expérience de médecin-résident a Wallis en 1933-1938. Guillaume Lachenal en a tiré le livre Le médecin qui voulut être roi. Sur les traces d’une utopie coloniale (Paris, Seuil, 2017).

## Population
Lors du recensement de 2005, la commune comptait 22 899 habitants, dont 8 653 pour la ville d'Ayos.

## Organisation

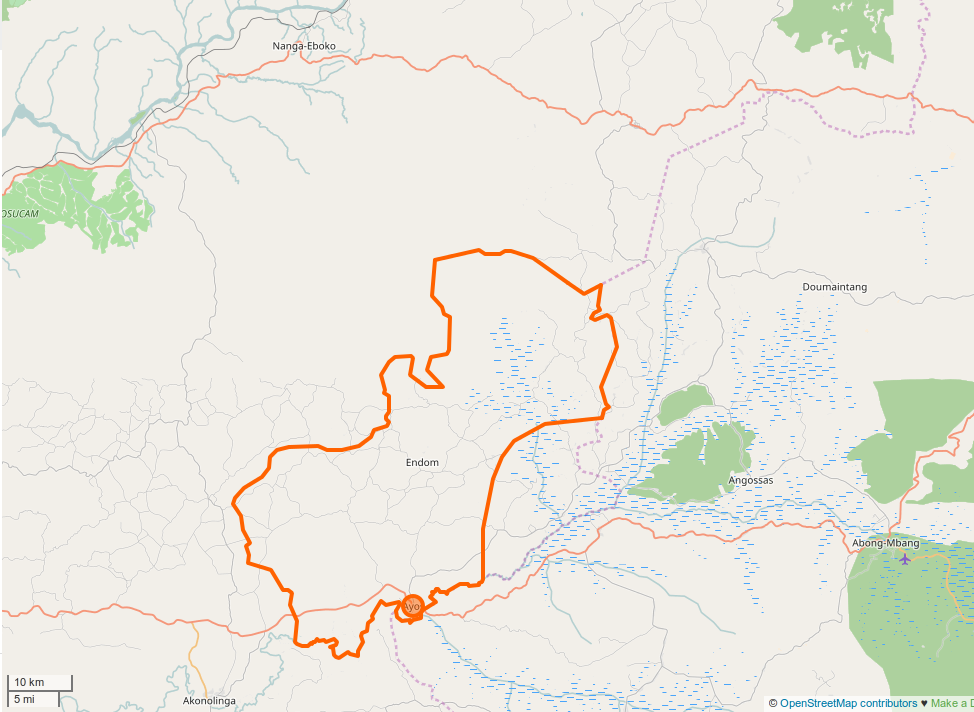

Outre Ayos et ses quartiers, la commune comprend les villages suivants :
- Abeng-Nnam
- Aboé
- Adoua
- Akam-Engali
- Asso-Obam
- Atong
- Atout
- Biyem
- By
- Ebeck
- Ekok
- Emini
- Eyes
- Fang-Bikang I
- Fang-Bikang II
- Koba
- Kombo
- Lembe
- Mbaka
- Mbang
- Mebissi
- Mekouma
- Melane
- Meto'o
- Ndéllé
- Ndoro
- Nebodo
- Ngolebomo
- Ngoubi
- Ngoumesseng
- Ngoun
- Nguinda-Minfolo
- Niamvoudou
- Nkolmveng
- Nkoloboudou II
- Nsan
- Nvanga
- Nyabewa
- Obis
- Olembe
- Tomba I
- Wong
- Yebe

## Santé
Ayos, ville médicale depuis le début du XXe siècle dispose d'un hôpital de district réhabilité en 2006.

## Personnalités nées à Ayos
- Joseph Beti Assomo (1959-), homme politique.